# Президентские выборы в Восточном Тиморе (2022)
Президентские выборы в Восточном Тиморе проходили в 2022 году в два тура. Первый тур состоялся 19 марта. Поскольку ни один из кандидатов в президенты не преодолел 50-процентный барьер, 19 апреля прошёл второй тур между двумя главными кандидатами, действующим президентом Франсишку Гутерришем и  Жозе Рамушем-Ортой. Рамуш-Орта победил, набрав 62,1% от общего числа поданных голосов.